# Carmópolis
Carmópolis là một đô thị thuộc bang Sergipe, Brasil. Đô thị này có diện tích 40 km², dân số năm 2007 là 11899 người, mật độ 297,48 người/km².